# Benjamin Papac
Benjamin James Papac (* 6. Juli 1993 in Simi Valley, Ventura County, Kalifornien) ist ein US-amerikanischer Theater- und Filmschauspieler.

## Leben
Papac wurde in Simi Valley in Kalifornien geboren, wuchs mit einer Schwester allerdings im US-Bundesstaat Georgia, in der Nähe von Atlanta auf. Er erhielt Hausunterricht und schloss später die High School mit 16 Jahren ab. Mit 20 verließ er die Louisiana State University mit Magna cum Laude im Fach Massenkommunikationen.
2010 debütierte er als Filmschauspieler in dem Kurzfilm Picture Day. 2013 folgten mehrere kleinere Besetzungen in verschiedenen Filmproduktionen. 2014 spielte er in zwei Episoden der Fernsehserie The Walking Dead. 2015 hatte er Nebenrollen in DUFF – Hast du keine, bist du eine, Fantastic Four und Gänsehaut. Außerdem war er in Episodenrollen in den Fernsehserien Stalker, Battle Creek und Navy CIS: New Orleans, sowie in fünf Episoden in Into the Badlands zu sehen. Von 2017 bis 2020 verkörperte er die Rolle des Max Miller in der Fernsehserie Greenhouse Academy.
2019 debütierte er als Theaterschauspieler in Harry Potter und das verwunschene Kind als Albus Potter in San Francisco.

## Filmografie
- 2010: Picture Day (Kurzfilm)
- 2013: Euphonia
- 2013: The Shift
- 2013: Waking (Kurzfilm)
- 2014: The Walking Dead (Fernsehserie, 2 Episoden)
- 2015: Stalker (Fernsehserie, Episode 1x12)
- 2015: DUFF – Hast du keine, bist du eine (The Duff)
- 2015: Battle Creek (Fernsehserie, Episode 1x06)
- 2015: Fantastic Four
- 2015: Gänsehaut (Goosebumps)
- 2015: Navy CIS: New Orleans (NCIS: New Orleans) (Fernsehserie, Episode 2x07)
- 2015: Into the Badlands (Fernsehserie, 5 Episoden)
- 2017: Saving the Human Race: Webisodes (Fernsehserie, 6 Episoden)
- 2017–2020: Greenhouse Academy (Fernsehserie, 39 Episoden)
- 2018: S.W.A.T. (Fernsehserie, Episode 1x17)
- 2019: So Foreign (Fernsehserie, 4 Episoden)
- 2020: Room 104 (Fernsehserie, Episode 4x07)
- 2020: How to Deter a Robber